# Кулинтанг а тиниок
Кулинтанг а тиниок е музикален перкусионен инструмент от групата на пластинковите инструменти. Характерен е за музиката на южните Филипини.
Инструментът се състои от метални пластини, които за разлика от другите металофони, имат в центъра си изпъкнала част, наречена „кубе“. Пластините са разположени върху тясна дървена рамка. Звукът се извлича посредством удари с палки по пластините.